# 스테파노 투라티
스테파노 투라티(이탈리아어: Stefano Turati, 2001년 9월 5일 ~ )는 이탈리아의 축구 선수이다. 그의 포지션은 골키퍼로, 현재 세리에 A의 프로시노네에서 활약하고 있다.

## 클럽 경력
인테르나치오날레 유소년 팀에서 경력을 시작한 투라티는 2017년 세리에 C의 레나테로 이적하여 유소년 팀과 성인 팀의 3번째 골키퍼로 활약하였다. 1군 데뷔전을 치르지 못한 투라티는 이듬해 세리에 A의 사수올로로 이적하여 유소년 팀의 주전 골키퍼로 활약하였다. 2019년 12월 1일, 투라티는 18세의 나이에 2-2로 비긴 유벤투스와의 리그 홈경기에서 프로 데뷔전을 치렀다.
2021년 7월 13일, 그는 레지나로 한 시즌 동안 임대되었다. 2022년 7월 4일, 투라티는 프로시노네로 임대 이적했다.

## 국가대표팀 경력
2021년 10월 8일, 그는 2-1로 이긴 제니차에서 열린 보스니아 헤르체고비나 U-21와의 2023년 UEFA U-21 축구 선수권 대회 예선전에서 선발 출전하며 이탈리아 U-21 대표팀 데뷔전을 치렀다.